# Myrkskog
Myrkskog est un groupe de blackened death metal norvégien, originaire de Drammen. Après leur signature au label Candlelight Records, le groupe publie son premier album studio, Deathmachine, suivi par une tournée européenne. En avril 2002, le groupe enregistre son deuxième album studio Massacre Superior, publié en août la même année en Europe.

## Biographie
Myrkskog est formé en 1993 comme groupe de black metal. En mai 1994, le batteur Lars Petter quitte le groupe. Il est remplacé le mois suivant par Bjørn Thomas. Myrkskog est bien accueilli par le public, mais des divergences au sein du groupe se font sentir à la fin de 1994, et mènent ainsi à une pause. En janvier 1995, le groupe revient avec à sa tête Thor Anders « Destructhor » Myhren et Kenneth « Master V » Lindberg. Le 8 mai 1995, le groupe termine d'enregistrer sa première démo intitulée Ode til Norge, sur lequel ils ajoutent des morceaux de boite à rythmes à la place d'un batteur. En 1997, le batteur Tony « Sechtdaemon » Ingebrigtsen quitte le groupe qui s'oriente vers un style death metal agressif. En mai 1998, le groupe sort sa démo Apocalyptic Psychotica – The Murder Tape.
Leur deuxième démo attire l'intérêt de certaines maisons de disques. Finalement, Myrkskog signe au label Candlelight Records. Entre juin et septembre 1999, le premier album studio, Deathmachine, est publié et suivi par une tournée européenne. Encore une fois, le groupe est apprécié par le public. Mais des divergences musicales mèneront au départ de Lindberg et Forwald ; ce dernier formera le groupe de black metal Disiplin.
À l'automne 2001, les deux membres restants contactent le bassiste Demariel qui accepte de se joindre à Myrkskogs. Myrhen reprend le rôle de guitariste. En avril 2002, le groupe enregistre son deuxième album studio Massacre Superior, publié en août la même année en Europe,.

## Style musical
Myrkskog joue du death metal à la fois rapide, brutal et agressif. À leurs débuts au label Candlelight Records, le groupe se caractérise par un « nouveau genre de metal à grande diffusion. » Sur l'album Deathmachine , le groupe utilise des claviers typiques au black metal, et a souvent été comparé à ses contemporains comme Immortal, Emperor, et Dark Funeral.

## Membres

### Membres actuels
- Thor Anders « Destructhor » Myhren - chant (depuis 2001), guitare (depuis 1993)
- Tony « Sechtdaemon » Ingebrigtsen - guitare, chœurs (1996-1997, depuis 2013), batterie (1996–2013)
- Gortheon - basse (depuis 2001)

### Membre live
- Dominator (Nils Fjellström) - batterie (depuis 2013)

### Anciens membres
- Bjørn Thomas - batterie (1994)
- Lars Petter - batterie (1993-1994)
- Anders Eek - batterie (1996-1997)
- Kenneth « Master V » Lindberg - chant, basse (1993-2001)
- Savant M - guitare (1998-2001)

## Discographie
- 1998 : Apocalyptic Psychotica (démo)
- 2000 : Deathmachine
- 2002 : Superior Massacre